# Девон Аоки
Девон Аоки (енгл. Devon Edwenna Aoki; 10. август 1982) је амерички модел и глумица. Појављивала се на бројним рекламним кампањама, ревијама познатих модних кућа и креатора као што су Ив Сен Лоран, Шанел,  Лореал, Кензо, Хуго Бос, Тифани, Ланком, Баленсијага, Ком де Гарсон, Селин, Версаће, Марк Џејкобс и Оскар де ла Рента, између осталих. 

## Живот и каријера
Девон Аоки је рођена у Њујорку, САД 10. августа 1982. као кћерка бившег рвача и власника бенихана ресторана Хироаки Аокија и дизајнерке накита Памеле Хилбергер. Отац јој је јапанско-америчког поријекла, а мајка њемачко-енглеског. Већину дјетињства провела је у Малибуу у Калифорнији, а дио је провела у Лондону гдје се школовала у америчкој школи. 
Каријера јој је отпочела 1995. године, када је откривена на концерту америчког бенда Ренсид. Свој први фотошут урадила је за магазин Интервју. Те исте године упознала је чувену енглеску манекенку Кејт Мос која ју је представила својој модној агенцији „Сторм”. Прва појава на модној писти била је за колекцију модног дизајнера Џереми Скота. Тада је добила прилику да ради за ексклузивне модне куће као што су Баленсијага, Марк Џејкобс и Селин, а већ са 16 година постала је главна инспирација модном креатору Карлу Лагерфелду који је тада радио за Шанел. Рекламирала је и козметичке производе и парфеме за Ланком и његову родитељску компанију Лореал, као и накит за Тифани.
2000-их година претежно се бавила глумом. Глумила је у филмовима „Dead or Alive”, „Death of a Dynasty”, „D.E.B.S”, „Mutant Chronicles” и „Sin City”, но улога која ју је прославила у филмској индустрији била је улога Суки у Паклене улице 2. У више наврата појављивала се и у музичким спотовима извођача као што су Ферги, Килерс и њен полубрат, ди-џеј Стив Аоки. 
Аоки је служила као муза бројних фотографа и нашла се на насловницама многих свјетских часописа као што су „I-D”, „Harper's Bazaar”, „Nylon”, „Elle”, и „Interview”. 